# 夏湖
夏湖是一个位于中国浙江省嘉善县的湖泊，面积约为2.1平方千米，平均水深约为4.5米。